# Медведчиково (Кемеровская область)
Медведчиково — деревня в Яйском районе Кемеровской области России. Входит в состав Улановского сельского поселения.

## География
Деревня находится в северной части области, на левом берегу реки Яи, на расстоянии примерно 34 километров (по прямой) к северо-западу от районного центра посёлка городского типа Яя. Абсолютная высота — 128 метров над уровнем моря.
Часовой пояс
Деревня Медведчиково, как и вся Кемеровская область, находится в часовой зоне МСК+4. Смещение применяемого времени относительно UTC составляет +7:00.

## История
Деревня была основана в 1726 году. В «Списке населенных мест Российской империи» 1868 года издания населённый пункт упомянут как казённая деревня Медведчикова (Поповичи) Томского округа (3-го участка) при реке Яе, расположенная в 86 верстах от окружного центра Томска. Имелось 22 двора и проживало 107 человек (55 мужчин и 52 женщины).
В 1911 году в деревне, входившей в состав Ишимской волости Томского уезда, имелось 223 двора и проживало 1550 человек (782 мужчины и 768 женщин). Функционировало одноклассное училище Министерства внутренних дел и семь лавок.
По данным 1926 года имелось 146 хозяйств и проживало 730 человек (в основном — русские). Функционировали школа I ступени и лавка общества потребителей. В административном отношении село являлось центром Медведчиковского сельсовета Ишимского района Томского округа Сибирского края.

## Население
| 2010 |
| ---- |
| 68   |

Половой состав
По данным Всероссийской переписи населения 2010 года в гендерной структуре населения мужчины составляли 57,4 %, женщины — соответственно 42,6 %.
Национальный состав
Согласно результатам переписи 2002 года, в национальной структуре населения русские составляли 99 % из 79 чел.

## Улицы
Уличная сеть деревни состоит из одной улицы (ул. Центральная).